# 雙林洞
雙林洞（：／ Ssangnim dong */?）是韩国首尔中区的一个法定洞，由该区下辖的行政洞光熙洞管辖。